# 5998 Sitenský
5998 Sitenský là một tiểu hành tinh vành đai chính với chu kỳ quỹ đạo là 1677.4172806 ngày (4.59 năm).
Nó được phát hiện ngày 2 tháng 9 năm 1986.